# 井伊直盛
井伊 直盛（いい なおもり）は、戦国時代の武将。遠江国引佐郡井伊谷城（現在の静岡県浜松市浜名区引佐町井伊谷）城主・井伊直宗の子。井伊直平の孫。女領主となった井伊直虎の父。『井伊年譜』などでは「井伊直平の娘が築山殿を生んだ」と記されており、その場合、直盛と築山殿は従兄妹同士となる。

## 略歴
井伊氏は遠江の国人。明応3年（1494年）、駿河国守護・今川氏親が遠江へ進出すると、井伊氏は遠江守護・斯波氏や大河内氏と結託して対抗した。この争いは明応、文亀、永正と断続的に続き、永正10年（1513年）、今川氏が遠江国を支配下におさめると、井伊氏の一員である井伊直平が今川配下に入り、井伊谷周辺に勢力を持つことになった。
直盛は35歳または55歳で死去したという二つの説があるが、祖父の直平が永禄6年（1563年）に75歳または85歳で死去していることから見て、その孫が永禄3年時点で55歳ということは考えにくいため、35歳で死去、つまり大永6年（1526年）生まれと考えられる。しかし、娘の直虎の生年が、前述の天文5年（1536年）前後と推測される場合は、大永6年（1526年）生まれでは、直盛が11歳前後に直虎が誕生したことになるので、年齢的に早熟であるため、直盛の生年は不明である。
直盛の主君である今川義元は、亡父・氏親の頃に支配を確立した駿河・遠江の二ヶ国に加えて、新たに三河国を傘下に治めて今川氏最大の版図を築き、さらに永禄3年（1560年）に尾張国への遠征のための大軍を動員した。直盛はその先陣を任された。
はじめは織田氏の各拠点を奪取するなど今川軍が優位だったが、同年5月19日、桶狭間にて休息中の本隊が織田信長自らに率いられた手勢の強襲を受け、多くの将兵を失っただけでなく、総大将の義元も討ち取られた（桶狭間の戦い）。
この戦いでは直盛は、家臣16人とともに討死した。
直盛は井伊氏の菩提寺・龍泰寺に葬られ、法名より寺号は龍泰寺から「龍潭寺」へと改められた。

## 死後
嗣子のない直盛の戦死後、養子となっていた従弟の直親が家督を継いだ。しかし、家老・小野道好の讒言によって義元の子・今川氏真への反意を疑われ、陳謝のために駿府へ向かう道中の掛川にて、氏真の命を受けた朝比奈泰朝に攻められて討死した。
その後やむなく、直盛の娘・次郎法師（直虎）が政務を執ったが、今川氏の傘下を離れた徳川家康の遠江侵攻を受けると、この傘下に入る。のちに直親の遺児・直政は家康に見込まれて、徳川四天王の一人に数えられるまでになる。

## 登場する作品
- おんな城主 直虎（2017年、NHK大河ドラマ） - 演：杉本哲太